# Thysselinum palustre
Espèce
Statut de conservation UICN

 LC  : Préoccupation mineure
Thysselinum palustre, le Peucédan des marais ou Persil des marais, est une espèce de plantes à fleurs de la famille des Apiacées. C'est une plante herbacée trouvée d'une zone allant de la majorité de l'Europe jusqu'au centre de l'Asie. Elle est présente en France.

## Synonymes
- Peucedanum palustre (L.) Moench
- Selinum palustre L.

## Statuts de protection, menaces
L'espèce n'est pas encore évaluée à l'échelle mondiale et européenne par l'UICN. En France elle est classée comme non préoccupante .
Elle est éteinte en Poitou-Charente. Considérée en danger-critique (CR) en Ile de France et en Haute-Normandie ; en danger (EN) en Rhône-Alpes ; comme vulnérable (VU) en Alsace, Champagne-Ardenne, Limousin et Bourgogne ; quasi menacée (NT), proche du seuil des espèces menacées ou qui pourraient l'être si des mesures de conservation spécifiques n'étaient pas prises, en Nord-Pas-de-Calais, Picardie, Bretagne et Auvergne.